# Amorphochelus cribrellus
Amorphochelus cribrellus är en skalbaggsart som beskrevs av Johann Christoph Friedrich Klug 1832. Amorphochelus cribrellus ingår i släktet Amorphochelus och familjen Melolonthidae. Inga underarter finns listade i Catalogue of Life.